# Temporalité d'une infraction
 (novembre 2022).
La temporalité d'une infraction consiste à repérer sur une échelle temporelle un crime ou un délit, à savoir si l'infraction est instantanée, continue ou successive.
Cette notion permet de définir le point de départ de la prescription de l'action publique.

## Application

### Infraction instantanée
C'est une infraction qui s'arrête au moment-même de sa consommation : le vol, par exemple, est une infraction instantanée qui prend fin au moment de sa réalisation (la soustraction d'un bien à autrui), peu importe la durée des préparatifs du vol.
L'escroquerie, le meurtre, sont également des infractions instantanées.

### Infraction continue
Il s'agit d'une infraction qui dure dans le temps, et qui prend fin lorsqu'un composant de l'infraction disparaît.
Par exemple, le recel commence à partir du vol, et se poursuit tant que l'objet volé est entre les mains d'une personne qui en connaît la provenance illégale.
La bigamie, dans les pays où elle est interdite, est également une infraction continue.

### Infractions successives
Il s'agit d'une infraction qui se répète.
Par exemple, l'exercice illégal de la médecine est une infraction successive, même si celui qui la commet ne le fait qu'une unique fois.

### Infraction cachée ou dissimulée
C'est une infraction qui peut être instantanée, mais qui est dissimulée dans le temps de manière que les victimes soient dans l'incapacité de découvrir les faits et de porter plainte.
Les exemples les plus courants sont des fraudes fiscales ou des détournements d'argent.

## Différences selon les législations des pays

### Belgique
Le Code pénal se fonde sur la temporalité des infractions.

### France
La France a récemment revu à la hausse le doublement des délais de prescription, passant, sauf cas particuliers plus sévères, de 3 ans à 6 ans pour les délits et de 10 à 20 ans pour les crimes.